# Арона (Италия)
 Тази статия е за града в Италия.  За града в Испания вижте Арона.  
Аро̀на (на италиански: Arona) е град и община в Северна Италия.

## География
Градът е разположен на западния бряг на езерото Лаго ди Маджоре, провинция Новара в област (регион) Пиемонт в италианските Алпи. Население 14 413 жители (2004 г.).

## Личности
Родени
- Карло Боромео (1538 – 1584), италиански духовник
- Андреа Феро (р. 1973), италиански музикант

## Спорт
На 9 юни 2001 г. в Арона финишира 20-ия етап от колоездачната обиколка на Италия. Победител е Джилберто Симони.

## Побратимени градове
- Арона, Испания
- Компиен, Франция
- Юи, Белгия